# やぶれかぶれ (島谷ひとみの曲)
「やぶれかぶれ」は、日本の女性歌手・島谷ひとみの楽曲。島谷の33枚目のCDシングルとして、2014年6月4日にエイベックス・マーケティング(現:エイベックス・ミュージック・クリエイティヴ)(avex traxレーベル)からリリースされた。
表題曲は馴染みやすい歌謡曲調のメロディで、こぶしをきかせながら「やぶれかぶれでいいじゃない」と肩の力を抜いた大人の女性像を表現している。この曲はテレビ東京系列で2014年4月から放映された連続ドラマ『マルホの女』の主題歌として書き下されたものであり、ドラマの制作チームは曲について「気持ちいいまでにパンチの利いた唄声」と評した。また、「ANGELUS -アンジェラス-」などで以前から島谷の振り付けを担当していたコレオグラファーの WARNER は、この曲は島谷にとって「かなりイメチェン」だとし、「大人のポップ」というテーマで久々に島谷の振りを付けた。島谷自身は曲について「歌詞の言葉の表現の面白さ、深さ、そしてちょっぴり漂う切なさ、メロディの転調。。。大人には分かってもらえるんじゃないかな？」とコメントした。
C/W の「青い月」は、作編曲を手掛けた Jazzin'park 曰く「大人なミッドバラード」に仕上がっており、作詞を手掛けた岩城由美は「曲毎に違った表情に色づく彼女の歌声、グッときます♪」とコメントした。
このシングルは「CDのみ」「CD+DVD」の二形態でリリースされ、CD+DVD版のジャケットには、雨に濡れながら髪をかき乱して叫ぶ島谷の印象的な写真が使われている。表題曲のミュージック・ビデオはきらびやかなキャバレーを舞台に、島谷がステージで妖艶に舞い歌い、また女性が日常で出会う「やぶれかぶれ」な場面を描写している。ホステス役として、女性アイドルグループ・S★スパイシーのメンバーである栗田萌と松尾寧夏が出演している。

## 収録トラック
CD
1. やぶれかぶれ – 4:20
作詞：山田ひろし / 作曲：古屋美和・松田純一 / 編曲：林真史
  - テレビ東京系ドラマ『マルホの女〜保険犯罪調査員〜』主題歌
2. 青い月 – 3:45
作詞：岩城由美 / 作曲・編曲：久保田真悟 (Jazzin'park)・栗原暁 (Jazzin'park)
3. やぶれかぶれ（ガイドメロディ入りオリジナル・カラオケ）
4. やぶれかぶれ（オリジナル・カラオケ）
5. 青い月（オリジナル・カラオケ）

DVD
1. やぶれかぶれ（Music Video）
2. やぶれかぶれ（Making Video）